# NGC 1558
NGC 1558 é uma galáxia espiral barrada (SBbc) localizada na direcção da constelação de Caelum. Possui uma declinação de -45° 01' 52" e uma ascensão recta de 4 horas, 20 minutos e 15,7 segundos.
A galáxia NGC 1558 foi descoberta em 14 de Dezembro de 1835 por John Herschel.